# Театр (фильм, 2004)
«Быть Джулией» (англ. Being Julia; в российском прокате «Театр») — кинофильм режиссёра Иштвана Сабо, снятый в 2004 году по роману У. Сомерсета Моэма «Театр». Сценарий написал Рональд Харвуд. Главные роли в фильме исполнили Аннетт Бенинг и Джереми Айронс. За свою роль Бенинг получила номинацию на «Оскар» за лучшую женскую роль и премию «Золотой глобус».

## Сюжет
Действие фильма происходит в Лондоне в 1938 году. В центре повествования — звезда театра Джулия Ламберт (Аннетт Бенинг), которая чувствует себя уставшей и разбитой. Постоянно находясь в центре всеобщего внимания, она не может обрести импульс к дальнейшему творчеству. Неожиданно в её жизни появляется молодой бухгалтер Тома Феннела (Шон Эванс), который ищет с ней встреч и соблазняет годящуюся ему в матери Джулию. Знаменитая актриса сначала относится к этой истории не серьезно, но вскоре сильно влюбляется в Тома. Однако постепенно ей становится ясно, что она для него лишь ступенька к знакомствам с представителями высшего общества, которым он начинает оказывать финансовые услуги и постепенно приходит к успеху. В этот момент Том собирается оставить Джулию, познакомившись с юной амбициозной актрисой Эвис Крайтон. Джулия, понимая неизбежность конца их романа, решает отвоевать обратно свои достоинство и независимость...

## В ролях
| Актёр             | Роль                             |
| ----------------- | -------------------------------- |
| Аннетт Бенинг     | Джулия Ламберт                   |
| Джереми Айронс    | Майкл Госселин                   |
| Том Старридж      | Роджер Госселин                  |
| Шон Эванс         | Том Феннел                       |
| Люси Панч         | Эвис Крайтон                     |
| Джульет Стивенсон | Эви                              |
| Майкл Гэмбон      | Джимми Лэнгтон                   |
| Мириам Маргулис   | Долли де Вриз                    |
| Брюс Гринвуд      | лорд Чарльз                      |
| Розмари Харрис    | мать Джулии                      |
| Рита Ташингем     | Кэри                             |
| Макс Айронс       | мальчик, зовущий Джулию на сцену |
| Шейла Маккарти    | Грэйс Декстер                    |
| Ли Лоусон         | Арчи Декстер                     |
| Марша Фицалан     | Флоренс                          |
| Тереза Черчер     | Синтия                           |

## Производство
Съёмки фильма начались в июне 2003 года и проходили в Лондоне, Джерси, а также Венгрии (в Будапеште и Кечкемете).
Среди музыкальных композиций, звучащих в фильме, популярные песни эпохи, такие как «Они мне не поверили» Джерома Керна и Герберта Рейнольдса, «Жизнь лишь ваза с вишнями» (англ. Life is Just a Bowl of Cherries) Льва Брауна и Рэя Хендерсона, Mad About the Boy Ноэла Кауарда, I Get a Kick Out of You Коула Портера, She’s My Lovely Вивиан Эллис, «Для меня ты красива» Шолома Секунды, 
Сэмми Кана, Сола Чаплина и Джейкоба Джейкоба, «Smoke Gets in Your Eyes» (рус. Дым застилает глаза) Отто Харбаха и Джерома Керна.
Премьера фильма состоялась на кинофестивале в Теллурайде. До того, как фильм вышел в США в ограниченном прокате, он был показан на международном кинофестивале в Торонто, международном кинофестивале в Сан-Себастьяне, международном кинофестивале в Ванкувере, на фестивале в Калгари и международном кинофестивале в Чикаго.
Сборы фильма составили $14,339,171.

## Реакция критиков
Фильм получил в основном положительные рецензии, причём игра Бенинг заслужила особое признание, средняя оценка на сайте Метакритик составила 65 баллов из 100.
В своей рецензии в Нью-Йорк Таймс, А. О. Скотт назвал фильм «хрупкой конструкцией окружающей яркое исполнение роли Аннетт Бенинг, конструкцией, пылкое очарование чудесно… Она даёт фильму подъём, с которым не могут сравниться ни вялая режиссура Шабо, ни сценарий Рональда Харвуда… Быть может, „Театр“ не силён в драматическом плане, но Бенинг, притворящаяся Джулией (которая притворяется собой), сенсационна».
Роджер Эберт в Chicago Sun-Times написал: «Исполнение Аннетт Бенинг роли Джулии имеет огромную живость и энергию, и это замечательно, поскольку материал, положенный в основу — шаблонная мелодрама… Мне понравился фильм, по-своему, пока он весело шёл, но концовка подвела меня; основа давно устарела, ещё в то время, как Моэм её использовал. Достоинства фильма — само присутствие актёров, в основном Бенинг, а также забавник Айронс, практичная помощница Джульетт Стивенсон и Томас Старридж, который был очень хорош».
Питер Трэверс в журнале Rolling Stone дал фильму две звезды из возможных четырёх и написал, что «Аннетт Бенинг умеет играть — посмотрите другие её фильмы — но она слишком старается доказать это в „Театре“… Режиссёр Иштван Сабо перестарался, загнав [её] в роль, суть которой — изображение страсти и переигрывание, но не эмоции и чувства».
Марк Кермод из газеты The Observer написал: «Аннет Бенинг претендует на номинацию на „Оскар“».

## Награды и номинации

### Награды
- 2005 — Премия «Золотой глобус»
  - Лучшая актриса — комедия или мюзикл — Аннетт Бенинг
- 2004 — Премия Национального совета кинокритиков США
  - Лучшая актриса — Аннетт Бенинг
- 2004 — Премия «Спутник»
  - Лучшая женская роль в комедии или мюзикле

### Номинации
- 2005 — Премия «Оскар»
  - Лучшая актриса — Аннетт Бенинг
- 2005 — Премия «European Film Awards»
  - Лучший режиссёр (зрительская награда) — Иштван Сабо
  - Лучший оператор — Лайош Кольтаи
- 2005 — Премия «Гойя»
  - Лучший европейский фильм — Иштван Сабо
- 2004 — Премия «Спутник»
  - Лучшая мужская роль второго плана в комедии или мюзикле — Аннетт Бенинг
- 2005 — Премия «Джини»
  - Премия «Джини» за лучший фильм
  - Премия «Джини» за лучшую мужскую роль второго плана — Брюс Гринвуд
- 2004 — Премия Лондонского кружка кинокритиков
  - Лучшая женская роль — Аннетт Бенинг